# فوزية المولد
فوزية المولد (6 ديسمبر 1926 - 11 يونيو 2019) هي إذاعية مصرية.

## حياتها
ولدت فوزية المولد 6 ديسمبر 1926 بأحد قري مركز جرجا بمحافظة سوهاج، حصلت علي بكالوريوس من كلية الزراعة جامعة القاهرة سنة 1950، كما حصلت علي درجة الدراسات العليا في دبلومة مجتمع ريفي، ودرجة الماجستير من كلية الإعلام جامعة القاهرة بعنوان رجع الصدي.

## مسيرتها
- كانت البداية في الإذاعة المصرية سنة 1950، حيث عملت مذيعة وقارئة نشرات الأخبار ومعدة ومقدمة البرنامج ومخرجة للبرامج.[3]
- خططت سنة 1959 لبدء ارسال إذاعة مع الشعب وأصبحت مسئولة بنفسها عن برامج التنمية والبرامج الريفية والتعليمية والمنوعات والدراما وبرامج محو الأمية وغيرها .[4]
- أصبحت مراقبًا عامًا سنة 1967 للبحوث والتخطيط والمتابعة والإحصاء .[5]
- شغلت منصب المدير العام لإذاعة لبرنامج مع الشعب سنة 1971.[6]
- اختيرت كبيرًا لخبراء اليونسكو للإعلام التربوي والتنموي في باريس وافغانستان عام 1975 .[7]
- مديرًا عامًا لإذاعة البرنامج الثاني عام 1976.[8]
- رئيسًا للشبكة الثقافية عام 1978 .
- نائبًا لرئيس الإذاعة سنة 1983 وظلت في هذا المنصب حتي بلوغها سن التقاعد.[9]
- من أبرز البرامج التي قدمتها: مع الناس وزيارات الميكرفون وجرنان القرية ورءات وطرائف والصور الحية وخرج وعاد وأندية الأستماع والمشاهدة ومحو الآمية والعلم للجميع ومع كل الناس وأعلام الفكر.[10]

### مع الشعب
آمنت المولد بالإعلام التربوى التنموى وصاحبة فكرة إنشاء إذاعة برانمج مع الشعب، والذي أهتم بأدق تفاصيل المواطن الريفي وبالخصوص أبناء الاقاليم وقدمت ما يناسبه من برامج ريفية وتعليمية ومحو أمية ودراما وغناء وخلال رحلتها في إذاعة مع الشعب، قامت بزيارة أكتر من ثلاثة ألف قرية مصرية، لمحو أمية تلك القري، وكانت تذهب لبعضها بركوب الحصان أو الحمار للوصول للقري النائية، لتعذر الوصول اليه بوسائل النقل.

## جوائز
- وسام الاستحقاق عن الإعلام التنموي عام 1980 .
- كرمت في المهرجان الثامن للإذاعة والتليفزيون .
- جائزة التفوق في العلوم الاجتماعية الإعلام والتنمية عام 2005.